# Álvaro Fernández de Miranda
Álvaro Fernández de Miranda del Llano Ponte y Vives (Oviedo, 1855 – 1924) fou un escriptor, polític asturià, i pel seu matrimoni, Vescomte de Campo Grande. Va obtenir la Gran Creu del Mèrit Militar. Va pertànyer a la Reial Acadèmia de la Història.
Nascut a Oviedo, fou fill del general Pablo Fernández de Miranda y Llano Ponte i de Raimunda Vives y Amat. Estudià batxillerat a Barcelona i una vegada acabat es traslladà a Oviedo per estudiar Dret en la universitat on es llicencià. En aquesta època començà a col·laborar amb diferents periòdics com La Voz de Asturias, Revista de Asturias o Ecos del Nalón sota el pseudònim de Lávaro.
S'inicià en la política deixant enrere la literatura i va ser elegit diputat provincial per Avilés-Pravia (1891-1894). El 1916 fundà la Lliga Regionalista Àstur, un partit polític de caràcter regionalista.

## Obra
Si bé va néixer a Oviedo, Fernández Miranda va viure gran part de la seva vida a Grado a causa de les possessions de la família en el concejo asturià. D'aquesta forma, va dedicar gran part del seu treball com a historiador al concejo i així l'any 1907 va veure la llum el seu llibre Historia de Grado y su concejo.
La seva obra està composta per:
- Historia de Grado y su concejo (Madrid, 1907)
- La Junta General de Principado de Asturias: Bosquejo histórico (Oviedo, 1916).
- «Guerras astúrico-cantábricas», a Revista de Asturias. (Oviedo, 1879)
- El Vizconde de Campo Grande (Oviedo, 1924).
- Epígraf de Grado a l'obra Asturias d'Octavio Bellmunt i Fermín Canella.
- Doctrina asturianista, en col·laboració amb Ceferino Alonso Fernández i José González.